# Gorka Urbizu
Gorka Urbizu Ruiz (Pamplona, Navarra, 31 de maig de 1977) ha estat el cantant i guitarrista de la banda Berri Txarrak.
Des que era petit ja tocava el piano i l'acordió a Lekunberri. I amb 14 anys va començar a participar en grups de música com a teclista. Amb Aitor Goikoetxea fundaria Berri Txarrak el 1994, grup en el que Gorka faria de cantant i guitarrista, tot i que també en alguns àlbums tocaria alguns temes al piano. Hi va treballar com a cantant i guitarrista fins al final de la carrera de la banda el 2019.
El 2024, va publicar el seu primer treball en solitari, titulat "Hasiera Bat", de deu cançons.
A més, ha participat en altres projectes musicals. Per exemple, el 1999 amb la banda Idi Bihotz en el disc "Arimaerratu", on hi cantaria i tocaria el piano. L'any 2005 al grup Peiremans en el seu àlbum "Peiremans +". Dos anys més tard, el 2007 i 2008 col·laboraria amb Bihotz Bakartien Kluba i també es va animar amb Katamalo.

## Discografia

### Berri Txarrak (1994 - 2019)
- Maketa - No comercialitzada
- Berri Txarrak - 1997 (GOR Diskak)
- Ikasten - 1999 (GOR Diskak)
- Eskuak/Ukabilak - 2001 (GOR Diskak)
- Libre © - 2003 (GOR Diskak)
- Jaio.Musika.Hil - 2005 (GOR Diskak)
- Payola - 2009 (Roadrunner / Only In Dreams)
- Haria - 2011 (Kaiowas Records / Only In Dreams)
- Denbora Da Poligrafo Bakarra - 2014 (Only in Dreams)
- Infrasoinuak - 2017 (Only in Dreams)

#### Àlbums en directe
- Zertarako Amestu - 2007 [DVD] (GOR Diskak)

#### Recopilatoris
- Denak ez du balio (SINGLES 1997-2007) (recopilatori) - 2010 (GOR Diskak)

### Idi Bihotz (1999)
- Arimaerratu - 1999 (Oihuka)[2]

### Peiremans (2005)
- Peiremans + - 2005 (GOR Diskak)[3]
- Bigarren Saria - 2016 (Only In Dreams)[4][5]

### Katamalo (2007 - 2008)
- Katamalo Bihotz Bakartien Kluba - 2007 (GOR Diskak)[6]
- ERANTZI Katamalo zuzenean - 2008 (Gaztelupeko Hotsak)[7][8]

### Participació en altres àlbums
- Nafarroa, hitza dantzan 2001 (GOR Diskak).
- Navarra, tierra de rock / Rock Lurraldea
- Tributo a Judas Priest - 2000 (Zero Records)
- Bisai Berriak - 2002 - Cançó escrita i publicada per la celebració de la trobada Gazte Topagunerako de les joventuts d'esquerres basques a Elorrio
- Nostrat - Disc de Kop en que Berri Txarrak hi canta Sols el poble salva el poble.

## Persecució judicial
El 5 de setembre del 2009 va ser citat pel jutge Fernando Andreu a l'Audiència Nacional, per la participació de Gorka al lloc web Gaztesarea i se l'acusava de col·laborar amb "banda armada" juntament amb 6 persones més. Entre les sis persones més figurava també el surfista Iker Acero que llavors era el president de l'associació Gaztesarea Kultur Elkartea i responsable de la pàgina web, i també els bertsolaris Jon Maia i Arkaitz Estiballes. En l'anomenat "Cas Gaztesarea" s'acusava als joves d'haver col·laborat amb Segi a través del portal d'internet juvenil Gaztesarea. L'acusació es basava en el fet que a la web "s'oferia la compra de bons d'ajut i participacions en rifes per ajudar el finançament de Segi" entitat relacionada amb l'entorn d'ETA. Finalment a Gorka Urbizu i a la resta no se'ls arribà a demanar cap mesura contra ells. El 13 de gener de 2010, Gaztesarea publicaria la seva última notícia acomiadant-se a la joventut basca i a les diverses organitzacions juvenils del País Basc. Com a causa del tancament es feia al·lusió a l'operació policial desenvolupada per la Guàrdia Civil el 29 de juliol de 2009 contra quasi una desena de joves citats judicialment que hagueren d'acudir a Madrid a l'Audiència Nacional. Gaztesarea s'havia iniciat l'1 de març de 2003 com un mitjà de comunicació horitzontal, plural i participatiu que havia rebut fins i tot el premi «Argia». A més de notícies sobre la joventut basca, s'hi podien trobar notícies sobre sexualitat, música, ensenyança o cultura basca.